# Explosies op 15 november 2022 in Polen
De explosies van 15 november 2022 in Polen waren het gevolg van de inslag van twee raketten op het dorp Przewodów op 15 november 2022, op het grondgebied van Polen nabij de grens met Oekraïne. Het incident deed zich voor tijdens een grotere aanval van Rusland op Oekraïense steden en energiefaciliteiten. Het was de eerste aanval op NAVO-grondgebied tijdens de Russische invasie van Oekraïne in 2022. 
Poolse media meldden dat twee mensen (Bogusław Wos, Bogdan Ciupek) omkwamen bij een explosie in een graandrogerij. Poolse ambtenaren zeiden dat de oorzaak van de explosie onbekend was. Het Poolse radiostation ZET meldde dat twee verdwaalde raketten op het dorp vielen en de explosie veroorzaakten. De NAVO-leden begonnen het bewijsmateriaal kort na de melding van de aanval te onderzoeken.

## Onderzoek
De Poolse veiligheidsdiensten waren van plan om in de nacht van 15 op 16 november de oorzaak van de explosies vast te stellen .
Kort na het incident doken tegenstrijdige berichten op over de oorsprong en de aard van de explosies. Het Poolse ministerie van Buitenlandse Zaken zei dat de projectielen "van Russische makelij" waren. Andrés Gannon, een veiligheidsexpert bij de denktank Council on Foreign Relations, speculeerde dat de raketten mogelijk afkomstig waren van S-300-systemen. S-300's werden door beide strijdende partijen bij de invasie gebruikt als luctdoelraketten en grond-grondraketten, voornamelijk door respectievelijk Oekraïne en Rusland. Mariusz Gierszewski, een Poolse journalist voor Radio ZET, meldde bronnen die zeiden dat de raketten de overblijfselen waren van een neergestorte raket. De Amerikaanse president Joe Biden zei tijdens de G20-top op Bali dat het "onwaarschijnlijk" is dat de raketten vanuit Rusland zijn afgevuurd.
Uit eerste Amerikaanse beoordelingen bleek dat de raket waarschijnlijk een luchtverdedigingsraket was die door Oekraïense troepen was afgevuurd op een inkomende Russische raket.

## Referentielijst
1. ↑  (pl) "Wybuch w miejscowości Przewodów. Nie żyją dwie osoby", Studio Lublin, 15 november 2022. Gearchiveerd op 31 maart 2023.
2. ↑  (en) "Escalation fears ease after NATO, Warsaw say missile that hit Poland was Ukrainian stray", Reuters, 16 november 2022. Gearchiveerd op 28 juni 2023.
3. ↑  (en) "Russian missile hits Nato member Poland, leaving two dead", The Telegraph, 16 november 2022. Gearchiveerd op 20 maart 2023.
4. ↑  (en) "Two dead after Russian missiles land in NATO state Poland on Ukraine border", Express, 16 november 2022. Gearchiveerd op 21 maart 2023.
5. ↑  (cs) "Představitelé států NATO už jednají", Novinky, 15 november 2022. Gearchiveerd op 26 november 2022.
6. ↑  (pl) "Andrzej Duda: To nie był atak, tylko nieszczęśliwy wypadek", Oko, 16 november 2022. Gearchiveerd op 7 december 2022.